# Muriel Frances MacSwiney

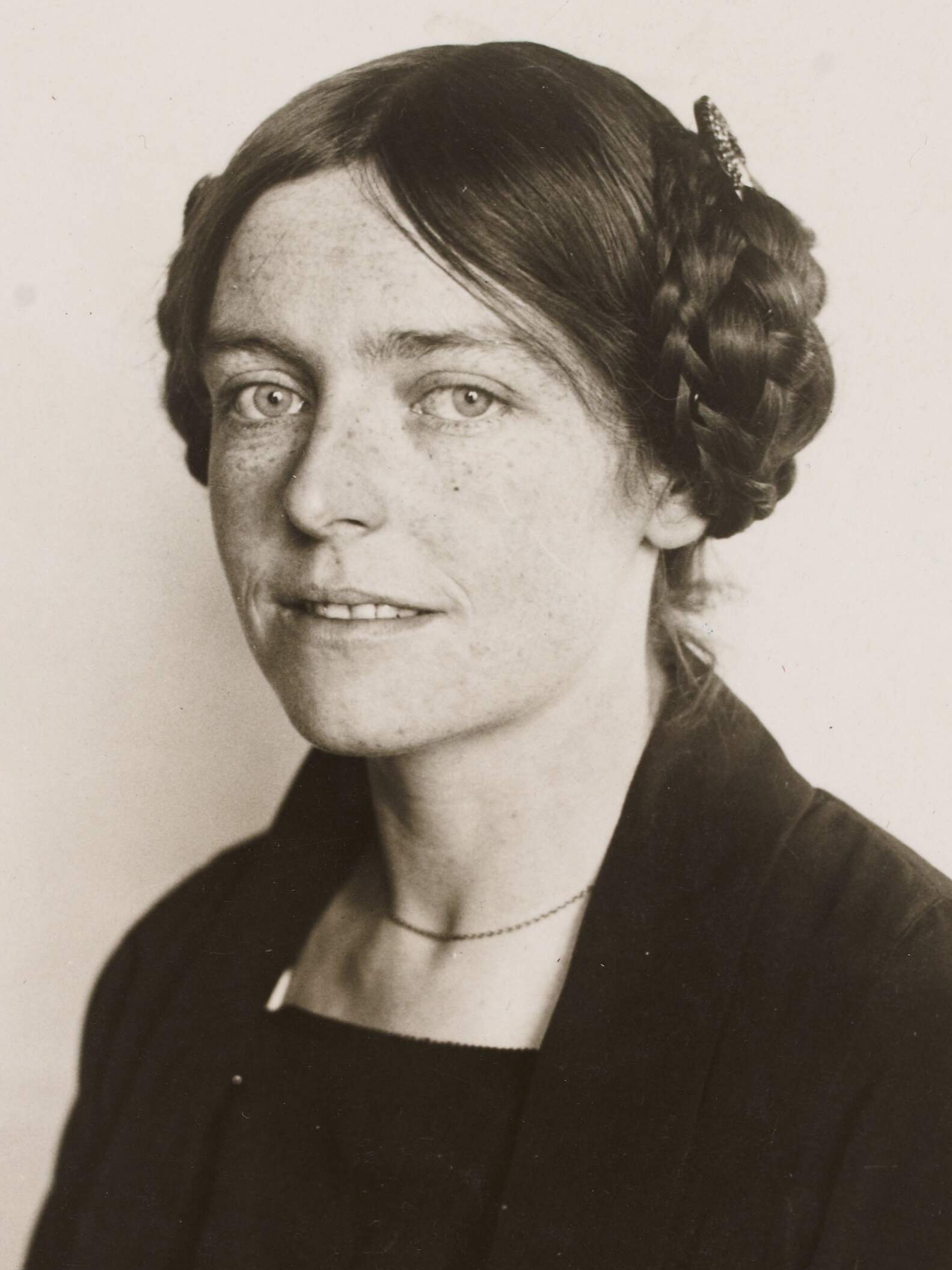
Muriel MacSwiney, 1920

Muriel Frances MacSwiney (* 8. Juni 1892 als Muriel Frances Murphy in Queenstown (heute Cobh), County Cork, Irland; † 26. Oktober 1982 in Maidstone, Grafschaft Kent, Vereinigtes Königreich) war eine irische Republikanerin und linke Aktivistin.

## Leben

### Kindheit und Ausbildung
Muriel MacSwiney wurde als jüngstes von sechs Kindern ihrer Familie geboren. Ihr Vater war der Eigentümer und Direktor der Cork Distilleries Co. Ltd. Ihre Mutter, Mary Gertrude Murphy, geb. Purcell, war dessen zweite Ehefrau und Tochter von Richard Purcell, dem Direktor der Provincial Bank, Cork. Bis zum Alter von 15 Jahren bekam Muriel MacSwiney Hausunterricht. Danach schloss sie ihre schulische Ausbildung an der Klosterschule des Convent of the Holy Child in St. Leonards, in der Nähe von Hastings, ab.

### Revolutionäre Kreise und Osteraufstand

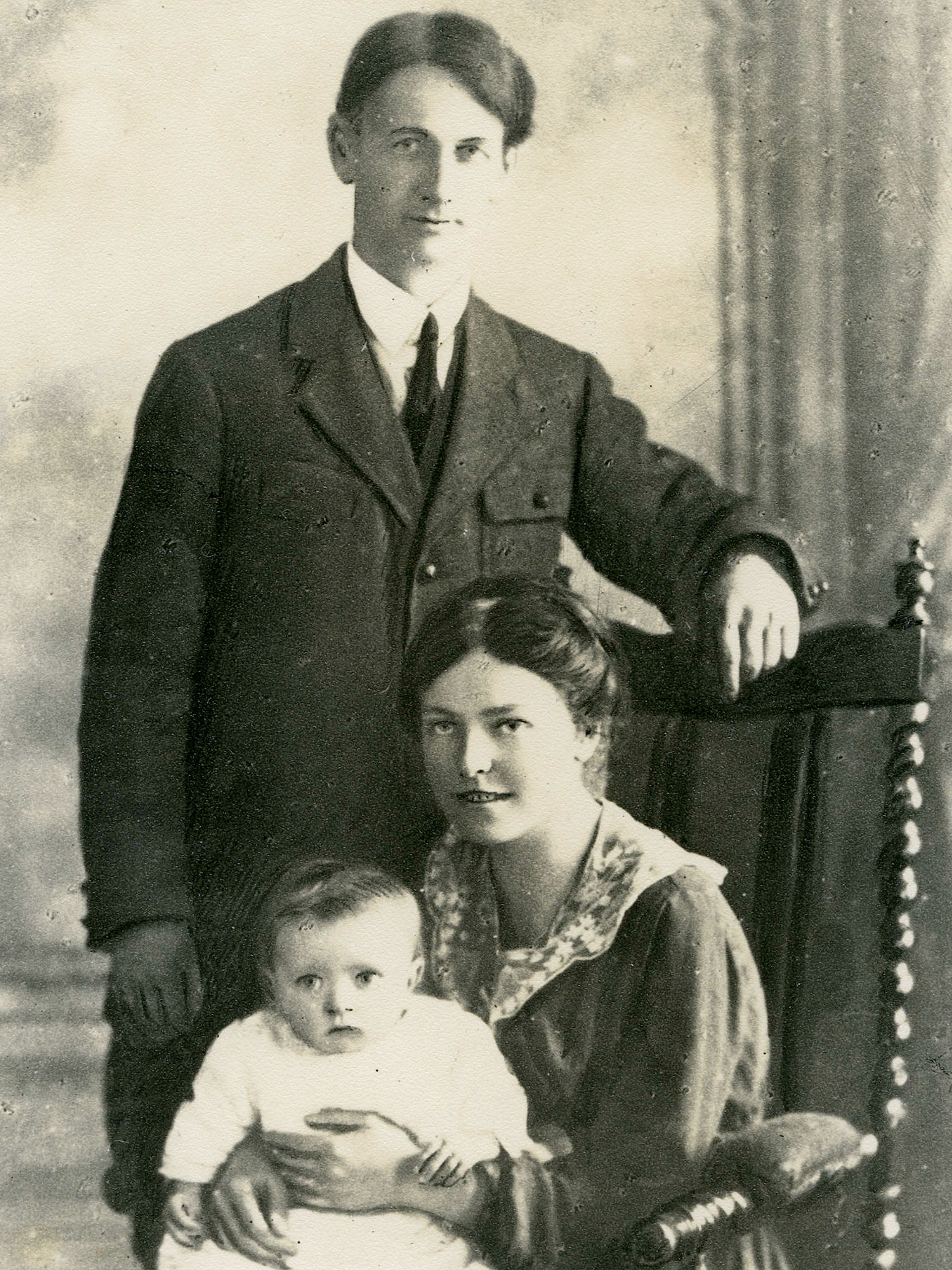
Muriel MacSwiney mit ihrem Mann Terence und ihrer Tochter Máire, 1919

Muriel MacSwiney verabscheute ihre privilegierte Erziehung und beschrieb ihre Familie später missbilligend als „völlig imperialistisch, konservativ, kapitalistisch und römisch-katholisch“. Im Gegenzug waren die Eltern schockiert, als der Republikaner Terence MacSwiney um sie warb. Sie hatte ihn bei einer Gedenkrede für die Manchester Märtyrer, dreier Mitglieder der Irish Republican Brotherhood, die 1867 in Manchester hingerichtet worden waren, kennen gelernt. Sie wurde Mitglied der Gaelic League und der Cumann na mBan und kam so in weiteren Kontakt mit MacSwiney und seinen Schwestern.
Während des Osteraufstands 1916 versorgte sie ihn und seine Kameraden in der Volunteer Hall in Cork mit Lebensmitteln und Informationen. Ihre Beziehung entwickelte sich weiter, als sie ihn im Nachklang des gescheiterten Aufstands in verschiedenen Gefängnissen besuchte und ihm Briefe schrieb. Als er freigelassen wurde, um nach Bromyard in Hertfordshire weiterdeportiert zu werden, folgte sie ihm. Trotz der Ablehnung ihrer Eltern verlobten sie sich. Am 9. Juni 1917, einen Tag, nachdem sie mit 25 Jahren volljährig geworden war, heirateten sie in Bromyard.

### Gefängnisaufenthalte und Tod des Ehemanns
Ende Juni 1917 kehrte sie mit Terence MacSwiney zurück nach Irland, zunächst nach Ballingeary, um sich anschließend in der Douglas Road in Cork niederzulassen. Kurz darauf wurde ihr Mann in Cork erneut inhaftiert und trat im November 1917 in seinen ersten Hungerstreik. Muriel MacSwiney war zu diesem Zeitpunkt bereits schwanger. Ihr Mann wurde kurzzeitig entlassen, um dann wieder eingesperrt zu werden. Sie verbrachte die meiste Zeit des Jahres 1918 in Belfast und Dundalk, wo Terence MacSwiney jeweils im Gefängnis war. Zwischenzeitlich brachte sie im Juni in Cork ihre Tochter Máire zur Welt, kehrte aber im August nach Belfast zurück, um ihren Mann gemeinsam mit ihrer Tochter täglich zu besuchen.
Ihr Leben blieb ein Wechselspiel zwischen gemeinsam verbrachten Tagen und Inhaftierungen ihres Mannes, bis Terence MacSwiney im Sommer 1920 zum letzten Mal ins Gefängnis kam und erneut in Hungerstreik trat. Muriel MacSwiney suchte Hilfe bei führenden Mitgliedern der IRA, um ihn von einem tödlichen Ende seines Hungerstreiks abzuhalten. Das Verhältnis zu ihrer Schwägerin, Terences Schwester Mary MacSwiney, verschlechterte sich dadurch immer mehr, denn diese unterstützte den Standpunkt ihres Bruders ohne Bedenken. Mary war zu dieser Zeit bereits eine bekannte Persönlichkeit in der nationalen Bewegung Irlands. Als er starb, war Muriel MacSwiney körperlich nicht in der Lage, nach Irland zurückzukehren, um an seiner Beerdigung teilzunehmen.

### Auftritte in den Vereinigten Staaten
Der 74-tägige Hungerstreik von Terence MacSwiney und sein Tod in einem Londoner Gefängnis hatte weltweit für Aufsehen gesorgt. Muriel MacSwiney erhielt rund 200 Kondolenz-Telegramme und stand nun plötzlich im Blickpunkt der Öffentlichkeit. Im Dezember 1920 sagte sie vor der in Washington tagenden American commission on conditions in Ireland (dt.: Amerikanische Kommission zur Lage in Irland) aus und nahm gemeinsam mit Mary MacSwiney an verschiedenen Versammlungen in Massachusetts und New York teil. Ihre Geschichte wurde als vernichtende Anklage gegen die britische Herrschaft in Irland anerkannt. Muriel MacSwiney wurde die erste Frau, der die Ehrenbürgerschaft der Stadt New York („Freedom of New York“) gewährt wurde.

### Irischer Bürgerkrieg und erneute Reise in die USA

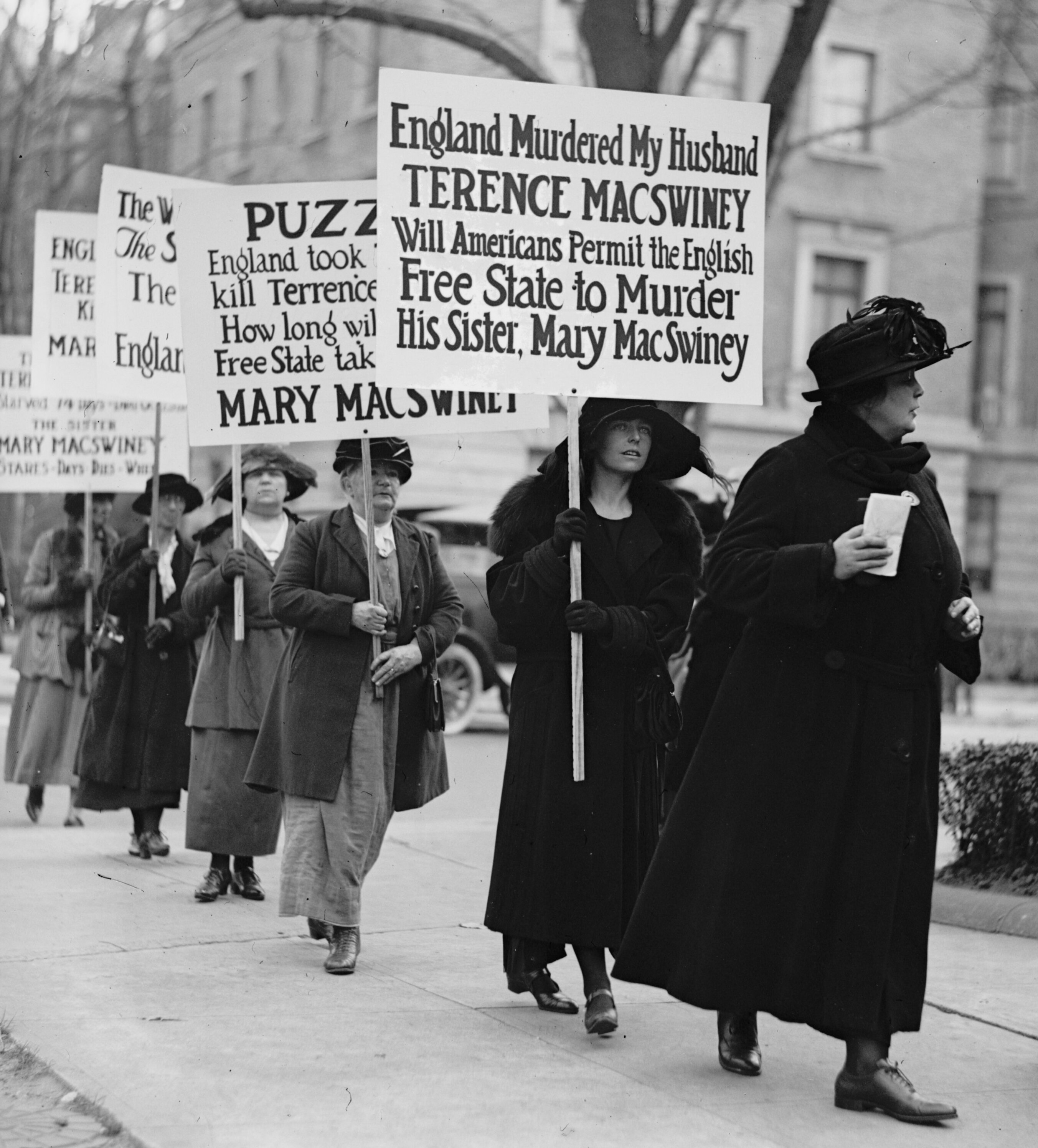
Muriel MacSwiney (2.v.r.) bei einer Protestdemonstration zum Tod ihres Mannes

Im Januar 1921 kehrte Muriel MacSwiney erschöpft nach Irland zurück und lebte für die nächsten 16 Monate zunächst in Ballingeary und dann in Dublin. Ihre ablehnende Haltung gegenüber dem Anglo-Irischen Vertrag, der den Krieg mit England beendete, war allgemein bekannt. Während des darauffolgenden Bürgerkriegs war sie in Dublin an der Besetzung des Hammond Hotels durch die IRA-Einheit von Cathal Brugha beteiligt, als eine von drei Frauen, neben Kathleen Barry und Linda Kearns. Sie wurde daraufhin kurz inhaftiert.
Nach ihrer Freilassung ging sie mit Linda Kearns auf eine weitere Lesungsreise durch die USA, um für die republikanische Sache einzutreten und Spendengelder zu sammeln. Ihre Tochter ließ sie in dieser Zeit in der Familie von Michael Joseph O’Rahilly (bekannt als „The O’Rahilly“) zurück. Mehrere irisch-amerikanische Gruppierungen wetteiferten um ihre Unterstützung, aber die Reise wurde dennoch nicht so erfolgreich wie die erste. In New York war sie an der zwischenzeitlichen Besetzung des irischen Konsulats durch Robert Briscoe beteiligt und wurde von der Polizei mit Waffengewalt abgeführt. Darüber hinaus setzte sie sich für die Freilassung von James Larkin ein, der wegen „krimineller Aktivitäten“ in Sing Sing einsaß.

### Endgültiger Bruch mit der Familie
Als Muriel MacSwiney im Spätsommer 1923 nach Irland zurückkam, wurde sie öffentlich als Atheistin bezeichnet und wandte sich dem Kommunismus zu. So war sie dabei, als Larkin nach seiner Abschiebung aus den USA die Irish Worker League gründete, die kurze Zeit später von der Kommunistischen Internationale als irischer Teil der Bewegung anerkannt wurde.
Dadurch wurde das Verhältnis zu ihrer Schwägerin Mary weiter verschlechtert. Sie stritten sich darum, wer sich um die Erziehung ihrer Tochter Máire kümmern sollte. Mary behauptete, dass Terence MacSwiney auf seinem Sterbebett verfügt habe, dass Muriel und sie das gemeinsame Sorgerecht haben sollten. Muriel hat das zeitlebens bestritten. Am Ende des Jahres 1923 nahm sie ihre Tochter mit nach Deutschland, wo sie Máire auf eine Reihe von Internaten schickte, weil sie hoffte, sie damit vom Zugriff ihrer Schwägerin und vom katholischen Glauben fernhalten zu können.
Muriel MacSwiney reiste durch weite Teile Deutschlands, Frankreichs und der Schweiz und knüpfte dort überall Kontakte zur politischen Linken. 1926 gebar sie eine weitere Tochter namens Alix, als Folge einer Beziehung mit einem französischen Intellektuellen. Pierre Kaan war ein Führer der Résistance und wurde wenige Wochen vor Ende des Zweiten Weltkriegs im KZ Buchenwald ermordet. Später heiratete sie einen deutschen Linksaktivisten namens Pullman, der dann ebenfalls während der Nazi-Herrschaft ermordet wurde.
1932 versuchte ihre Tochter Máire zusammen mit ihrer Tante Mary nach Irland zurückzukehren. Eine Hürde dabei war, dass Mary MacSwiney die Legitimität des Irischen Freistaates nicht anerkannte und sich deshalb weigerte, mit einem vom Irischen Freistaat ausgestellten Pass einzureisen. Um ihr dennoch die Heimkehr zu ermöglichen, ließ Éamon de Valera, der im selben Jahr zum Präsidenten des Exekutivrats des Irischen Freistaates gewählt worden war, Mary MacSwiney einen Sonderpass ausstellen. Daraufhin glaubte Muriel MacSwiney, ihre Schwägerin habe ihre Tochter mit de Valeras stillschweigendem Einverständnis entführt. Máire selbst widersprach der Behauptung, sie sei entführt worden und verwies darauf, dass sie das unstete und unberechenbare Leben ihrer Mutter nicht weiter führen wollte. Nach einem heftigen Sorgerechtsstreit wurde Máire unter die Vormundschaft des Gerichts gestellt und verblieb bei ihrer Tante. Obwohl Muriel der katholischen Kirche die Schuld daran gab, war es eher so, dass die Richter dem Wunsch der Tochter nach stabileren Lebensbedingungen gefolgt sind. Nachdem Máire es 1934 abgelehnt hatte, ihre Mutter in die Schweiz zu begleiten, brach Muriel MacSwiney den Kontakt zu ihrer Tochter für immer ab. Auch später, als Máire den Sohn Cathal Brughas, Ruairí, geheiratet hatte, verweigerte sie jegliche Kontaktaufnahmen.

### Weitere politische Aktivitäten bis zum Tod
Die späten 1930er-Jahre verbrachte Muriel MacSwiney in Frankreich, bis zur Besetzung von Paris durch die Wehrmacht 1940. Sie ging daraufhin nach England, wo sie während des Zweiten Weltkriegs in einem Krankenhaus in Oxford arbeitete.
Nach dem Krieg bewegte sie sich weiter in linken Kreisen in London und Paris. Sie war Mitglied der Britischen und der Französischen Kommunistischen Partei. Zeitweise war sie für die Ligue de l‘Enseignement tätig, einem überparteilichen Bildungsverband, für den sie unter anderem Owen Sheehy-Skeffington, den Sohn von Hanna Sheehy-Skeffington, gewinnen konnte. In London schloss sie sich der Connolly Association an, einer Gruppierung die unter dem Vorsitz von Charles Desmond Greaves von der Britischen KP beeinflusst war. Sie verließ die Connolly Association, nachdem sie sich 1956 mit Greaves zerstritten hatte.
1950 war ihr privates Vermögen aufgebraucht. Von da an erhielt sie eine Pension in Höhe von 500 Pfund Sterling von der irischen Regierung. Eine weitere Erhöhung dieser Pension führte 1959 zu einer Debatte im Senat.
1957 widersprach sie den Plänen, in der St. George’s Cathedral von Southwark eine Kapelle zu Ehren von Terence MacSwiney zu errichten. Sie war der Meinung, dass ein Denkmal für ihren Mann nur in Irland errichtet werden dürfe und dass es konfessionsungebunden sein müsse.
Noch 1972 setzte sie sich bei einer Versammlung der Workers‘ Association für eine demokratische Beilegung des nationalen Konflikts in Irland ein. Diese Geste führte dazu, dass sich linke Intellektuelle noch nach ihrem Tod dafür einsetzten, ihre Reputation wiederherzustellen. Die Epitheta, mit denen die irische Historikerin Angela Clifford auf dem Buchumschlag Muriel MacSwiney vorstellte, als sie die Briefe veröffentlichte, die sie vor ihr erhalten hatte, bezeichnen genau, wie Muriel MacSwiney als alte Dame in Irland erinnert wurde: „International Revolutionary, Wife of Terence MacSwiney, the Irish Republican Martyr“.
Ihre 1926 geborene Tochter Alix blieb bis zu ihrem Tod bei ihr. Muriel MacSwiney starb in einem Pflegeheim und wurde auf dem Tunbridge Wells Cemetery in Kent begraben.

## Schreibweise des Namens
In manchen Quellen, insbesondere bei Veröffentlichungen von Fotografien in der Library of Congress, findet man die Schreibweise MacSweeney. Hierbei handelt es sich offensichtlich um einen Übermittlungsfehler, da der korrekte Name MacSwiney tatsächlich wie MacSweeney ausgesprochen wird.